# Nati nel 1936/Agosto
| Questa pagina contiene informazioni ricavate automaticamente dalle voci biografiche con l'ausilio del template Bio e di un bot. L'aggiornamento è periodico e automatico e ricostruisce completamente la pagina. Se manca una persona in questa lista, sei pregato di non aggiungerla, ma accertati piuttosto che la sua voce biografica contenga il template Bio e che i dati anagrafici siano correttamente compilati. Se il template Bio manca, inseriscilo tu stesso o, in alternativa, metti l'avviso {{tmp\|Bio}} che ne segnala la mancanza. Se i dati riportati sono sbagliati, correggi direttamente la voce biografica; le modifiche saranno visibili in questa lista entro pochi giorni. Per chiarimenti vedi il progetto biografie. La lista contiene solo le 156 persone che sono citate nell'enciclopedia e per le quali è stato implementato correttamente il template Bio. Pagina aggiornata al 10 ago 2025. |

- 1º agosto - Claudio Baggini, vescovo cattolico italiano († 2015)
- 1º agosto - Michel Béguelin, politico e sindacalista svizzero
- 1º agosto - Brian Fagan, egittologo e antropologo britannico († 2025)
- 1º agosto - William Donald Hamilton, biologo britannico († 2000)
- 1º agosto - Giacomo Maccheroni, politico italiano († 2024)
- 1º agosto - Yves Saint Laurent, stilista francese († 2008)
- 1º agosto - Gérard Xuriguera, scrittore e critico d'arte francese
- 2 agosto - Hanne Levison, ex pallamanista e ex cestista danese
- 2 agosto - Anthony Payne, compositore inglese († 2021)
- 3 agosto - Gianfranco Bozzao, calciatore e allenatore di calcio italiano († 2019)
- 3 agosto - Franco Brondi, pugile italiano († 2010)
- 3 agosto - Judy Coble, ex cestista statunitense
- 3 agosto - Erich Hof, calciatore e allenatore di calcio austriaco († 1995)
- 3 agosto - Luciano Masiero, calciatore italiano († 2002)
- 3 agosto - Edward Petherbridge, attore inglese
- 3 agosto - Paolo Ramat, glottologo italiano
- 4 agosto - Claude Ballot-Léna, pilota automobilistico francese († 1999)
- 4 agosto - Mani Matter, cantautore e giurista svizzero († 1972)
- 4 agosto - Elide Suligoj, cantautrice e compositrice italiana († 2015)
- 5 agosto - Nikolai Baturin, romanziere, drammaturgo e illustratore estone († 2019)
- 5 agosto - James Cone, teologo statunitense († 2018)
- 5 agosto - Albert Dunning, musicologo olandese († 2005)
- 5 agosto - John Saxon, attore statunitense († 2020)
- 6 agosto - Antonio Berté, pittore italiano († 2009)
- 6 agosto - Joe Diorio, chitarrista, compositore e produttore discografico statunitense († 2022)
- 6 agosto - Dražan Jerković, calciatore, allenatore di calcio e dirigente sportivo croato († 2008)
- 6 agosto - Ferruccio Pisoni, politico italiano († 2020)
- 6 agosto - Adolfo Vázquez, ex calciatore argentino
- 7 agosto - Valerij Isakov, regista sovietico († 2017)
- 7 agosto - Armando Onesti, preparatore atletico, allenatore di calcio e calciatore italiano († 2019)
- 8 agosto - Benedetta Bianchi Porro, italiana († 1964)
- 8 agosto - Frank Howard, giocatore di baseball, allenatore di baseball e cestista statunitense († 2023)
- 9 agosto - Sergej Kotrikadze, calciatore sovietico († 2011)
- 9 agosto - Patrick Tse, attore, regista e sceneggiatore cinese
- 9 agosto - Wang Tiecheng, attore e politico cinese († 2024)
- 10 agosto - Lydia Mancinelli, attrice italiana
- 10 agosto - Guy Graham Musser, zoologo statunitense († 2019)
- 10 agosto - Gennaro Tampone, ingegnere e architetto italiano († 2018)
- 11 agosto - Gastone Bean, ex calciatore e allenatore di calcio italiano
- 11 agosto - Andre Dubus, statunitense († 1999)
- 11 agosto - Susana Duijm, modella, attrice e conduttrice televisiva venezuelana († 2016)
- 11 agosto - Jonathan Spence, storico e sinologo britannico († 2021)
- 12 agosto - Margot Eskens, cantante e attrice tedesca († 2022)
- 12 agosto - Kjell Grede, regista svedese († 2017)
- 12 agosto - Hans Haacke, artista tedesco
- 12 agosto - André Kolingba, politico centrafricano († 2010)
- 12 agosto - Gabriel Matzneff, scrittore francese
- 12 agosto - Rachid Mekhloufi, calciatore e allenatore di calcio francese († 2024)
- 12 agosto - Gianni Sofri, storico e saggista italiano
- 13 agosto - Italo Bianchi, religioso e compositore italiano († 2023)
- 13 agosto - John Geddes, ex pistard e ciclista su strada britannico
- 13 agosto - Zdeněk Konečný, ex cestista cecoslovacco
- 13 agosto - James Moriarty, vescovo cattolico irlandese († 2022)
- 13 agosto - Clotilde Pontecorvo, psicologa e pedagogista italiana († 2022)
- 13 agosto - Ronald Severa, pallanuotista statunitense
- 13 agosto - Marcio Veloz Maggiolo, scrittore, archeologo e antropologo dominicano († 2021)
- 13 agosto - Vyjayanthimala, attrice indiana
- 14 agosto - Ben Carruthers, attore statunitense († 1983)
- 14 agosto - Angelo Rescaglio, politico italiano († 2023)
- 14 agosto - Roberto Rodríguez, vescovo cattolico argentino († 2021)
- 14 agosto - Elio Tinti, vescovo cattolico italiano († 2024)
- 15 agosto - Sandro Fontana, politico italiano († 2013)
- 15 agosto - Ricardo Lapetra, calciatore spagnolo († 2025)
- 15 agosto - Edouard Mununu Kasiala, vescovo cattolico della Repubblica Democratica del Congo († 2022)
- 16 agosto - Vladimir Bagirov, scacchista sovietico († 2000)
- 16 agosto - Lindsay Gaze, ex cestista e allenatore di pallacanestro australiano
- 16 agosto - Anita Gillette, attrice statunitense
- 16 agosto - Alan Hodgkinson, calciatore inglese († 2015)
- 16 agosto - Domenico Lucciarini, wrestler e attore italiano († 2008)
- 16 agosto - Marcello Pacini, politico italiano
- 16 agosto - Billy Roberts, musicista e paroliere statunitense († 2017)
- 16 agosto - Sergio Spazzali, avvocato e attivista italiano († 1994)
- 16 agosto - Franco Volpi, mezzofondista, siepista e allenatore di atletica leggera italiano († 2013)
- 17 agosto - Henri De Wolf, ciclista su strada e dirigente sportivo belga († 2023)
- 17 agosto - Roque Ditro, calciatore argentino († 2001)
- 17 agosto - Tsegaye Gabre-Medhin, poeta, scrittore e drammaturgo etiope († 2006)
- 17 agosto - Nikola Gjuzelev, basso bulgaro († 2014)
- 17 agosto - Margaret Hamilton, informatica, ingegnera e imprenditrice statunitense
- 17 agosto - Arend Lijphart, politologo olandese
- 17 agosto - Seamus Mallon, politico britannico († 2020)
- 17 agosto - Mino Montanari, pittore italiano († 2018)
- 17 agosto - Mogol, paroliere e produttore discografico italiano
- 17 agosto - Arthur Rowe, pesista britannico († 2003)
- 17 agosto - Floyd Westerman, cantante e attore statunitense († 2007)
- 18 agosto - Mario Cayota, politico, diplomatico e storico della filosofia uruguaiano († 2023)
- 18 agosto - Daisy Lumini, musicista, compositrice e cantante italiana († 1993)
- 18 agosto - Robert Redford, attore, regista e produttore cinematografico statunitense
- 18 agosto - Gary Sheffield, bobbista statunitense († 2004)
- 18 agosto - Valéria Tyrolová, cestista cecoslovacca († 1987)
- 19 agosto - Vittorio Basaglia, artista italiano († 2005)
- 19 agosto - Ferruccio Brugnaro, poeta italiano
- 19 agosto - Gianfranco D'Angelo, attore, comico e cabarettista italiano († 2021)
- 19 agosto - Egidio Morbello, ex calciatore italiano
- 19 agosto - Michael Wood, critico letterario e saggista inglese
- 20 agosto - Míriam Colón, attrice portoricana († 2017)
- 20 agosto - Carla Fracci, ballerina italiana († 2021)
- 20 agosto - Antonio María Rouco Varela, cardinale e arcivescovo cattolico spagnolo
- 20 agosto - Hideki Shirakawa, chimico giapponese
- 20 agosto - Luigi Sidoti, politico italiano
- 20 agosto - Andrzej Zieliński, velocista polacco († 2021)
- 21 agosto - Wilt Chamberlain, cestista e allenatore di pallacanestro statunitense († 1999)
- 21 agosto - Frances Cuka, attrice britannica († 2020)
- 21 agosto - Charles Joisten, antropologo, etnologo e mitografo francese († 1981)
- 21 agosto - Edo Parpaglioni, giornalista e scrittore italiano († 2007)
- 21 agosto - François Pinault, imprenditore, collezionista d'arte e filantropo francese
- 21 agosto - Feliciano Rivilla, calciatore spagnolo († 2017)
- 21 agosto - Romano Rizzato, pittore e illustratore italiano († 2025)
- 21 agosto - Maria Teresa Vianello, attrice italiana
- 21 agosto - Luisa Isabel Álvarez de Toledo, nobildonna, scrittrice e storica spagnola († 2008)
- 22 agosto - Vlaho Asić, ex pallanuotista e allenatore di pallanuoto croato
- 22 agosto - Dale Hawkins, cantautore statunitense († 2010)
- 22 agosto - Tony Kendall, attore italiano († 2009)
- 22 agosto - Petăr Mladenov, diplomatico e politico bulgaro († 2000)
- 22 agosto - Giuseppe Ricuperati, storico italiano
- 22 agosto - Milton Scarón, ex cestista uruguaiano
- 23 agosto - Rudy Lewis, cantante statunitense († 1964)
- 23 agosto - Henry Lee Lucas, serial killer statunitense († 2001)
- 23 agosto - Milagros Ortiz Bosch, avvocato, imprenditrice e politica dominicana
- 24 agosto - Manuel Bermúdez Arias, calciatore spagnolo († 2016)
- 24 agosto - Antonia Susan Byatt, scrittrice e critica letteraria britannica († 2023)
- 24 agosto - William J. Coyne, politico statunitense († 2013)
- 24 agosto - Tivadar Monostori, allenatore di calcio e calciatore ungherese († 2014)
- 25 agosto - Luigi Castagnola, politico italiano
- 25 agosto - Bobby Harrop, allenatore di calcio e calciatore inglese († 2007)
- 25 agosto - Carolyn Hart, scrittrice statunitense
- 25 agosto - Hugh Hudson, regista britannico († 2023)
- 25 agosto - Pier Giusto Jaeger, avvocato e storico italiano († 2008)
- 26 agosto - Benedict Anderson, sociologo irlandese († 2015)
- 26 agosto - Alfredo Bosi, critico letterario, saggista e italianista brasiliano († 2021)
- 26 agosto - Giancarlo Chiono, tiratore a volo italiano († 1974)
- 26 agosto - Aleksandr Rošal', scacchista e giornalista sovietico († 2007)
- 26 agosto - Lawrie Thompson, calciatore scozzese († 2006)
- 26 agosto - Francine York, attrice e modella statunitense († 2017)
- 27 agosto - Roberto Fogu, pianista e cantante italiano († 1995)
- 27 agosto - Philippe Labro, giornalista, scrittore e regista francese († 2025)
- 27 agosto - Ernest Medina, ufficiale statunitense († 2018)
- 27 agosto - Gianfranco Petris, calciatore italiano († 2018)
- 27 agosto - Alessandro Petruccelli, scrittore italiano
- 27 agosto - Franco Stefanini, ex calciatore italiano
- 28 agosto - Elaine Bonazzi, mezzosoprano statunitense († 2019)
- 28 agosto - Leonello Leoni, calciatore italiano († 2023)
- 28 agosto - Wilberforce Mfum, calciatore ghanese († 2025)
- 28 agosto - Dante Rossi, pallanuotista italiano († 2013)
- 28 agosto - Roberto Rumich, ex calciatore italiano
- 28 agosto - Bert Schneider, pilota motociclistico austriaco († 2009)
- 28 agosto - Slobodan Čendić, calciatore e allenatore di calcio jugoslavo († 2023)
- 29 agosto - Gilbert Amy, compositore e direttore d'orchestra francese
- 29 agosto - Cesare Maria Casati, architetto, designer e giornalista italiano († 2025)
- 29 agosto - John McCain, politico e militare statunitense († 2018)
- 29 agosto - Filippo Regni, ex calciatore italiano
- 30 agosto - Mohamed Zain bin Serudin, politico bruneiano
- 31 agosto - Alberto Assirelli, ciclista su strada italiano († 2017)
- 31 agosto - Otelo Saraiva de Carvalho, militare portoghese († 2021)
- 31 agosto - Lee Harman, cestista e truccatore statunitense († 2021)
- 31 agosto - Giovanni Marchesini, ingegnere italiano († 2023)
- 31 agosto - Fabrizia Ramondino, scrittrice italiana († 2008)